# Max Brückner

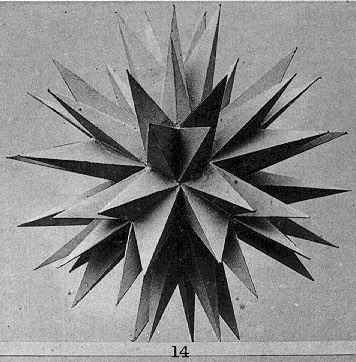
Foto de Brückner de la estelación final del icosaedro, un poliedro estudiado por primera vez por el propio Brückner

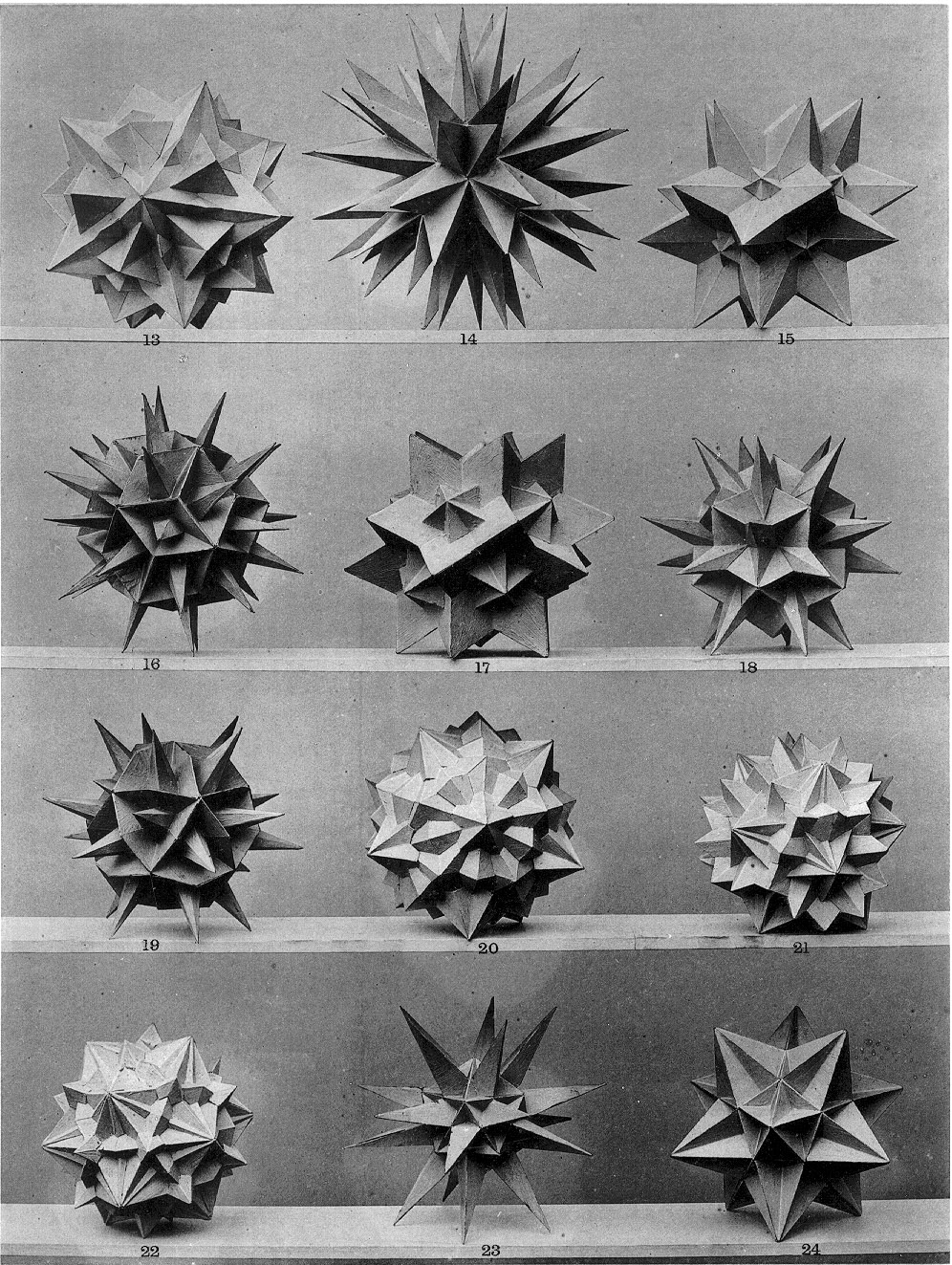
Foto de modelos de poliedros realizados por Brückner

Johannes Max Brückner (5 de agosto de 1860 - 1 de noviembre de 1934) fue un geómetra alemán, conocido por su colección de modelos de poliedros.

## Semblanza
Brückner nació en Hartau, en el Reino de Sajonia, un pueblo que ahora forma parte de Zittau, Alemania. Completó su doctorado en la Universidad de Leipzig en 1886, supervisado por Felix Klein y Wilhelm Scheibner, con una disertación sobre la transformación conforme. Después de enseñar en una escuela primaria en Zwickau, se mudó al gymnasium (instituto) de Bautzen.
Es conocido por haber realizado numerosos modelos geométricos, particularmente de poliedros estrellados y uniformes, que documentó en su libro Vielecke und Vielflache: Theorie und Geschichte (Polígonos y poliedros: Teoría e Historia, Leipzig: B. G. Teubner, 1900). Las primeras formas estudiadas en este libro incluyen la estelación final del icosaedro y el compuesto de tres octaedros, que se hicieron famosas por la impresión del grabado Stars del artista neerlandés M. C. Escher.
Joseph Malkevitch cita la publicación de este libro, que documentó todo lo que se sabía sobre los poliedros en ese momento, como uno de los 25 hitos en la historia de los poliedros, comentando que las "hermosas imágenes de poliedros uniformes del libro ... sirvieron de inspiración posteriormente para otras personas".
Brückner murió en 1934 en la ciudad de Bautzen, a los 74 años de edad.

## Reconocimientos
- Brückner fue orador invitado en el Congreso Internacional de Matemáticos en sus ediciones de 1904, 1908, 1912 y 1928.[7]
- En 1930-1931 donó su colección de modelos a la Universidad de Heidelberg,[1] y la universidad, a su vez, le otorgó un doctorado honoris causa en 1931.[1][2]